# 이천우체국
이천우체국(利川郵遞局)은 대한민국 과학기술정보통신부 우정사업본부 경인지방우정청 소속의 우편물 취급기관이다. 경기도 이천시 경충로 597(중리동)에 있다.

## 연혁
- 1906년 12월 1일: 이천우편취급소 개소
- 1971년 12월 5일: 사무관으로 승격
- 1987년 1월 1일: 예금, 보험계 신설
- 2000년 11월 20일: 영업과(구 업무과) 개편
- 2001년 5월 1일: 우편물류과(구 관리과), 마케팅지원실(구 지도실) 개편
- 2002년 11월 11일: 청사 신축 이전 (창전동 -> 중리동)
- 2005년 2월 1일: 군사우체국 2국 군사우편출장소로 전환
- 2010년 11월 8일: 우편구역을 다음과 같이 고시[1]

| 배달국       | 배달구역                                                                                      |
| ------------ | --------------------------------------------------------------------------------------------- |
| 이천우체국   | 이천시 전지역 (단, 장호원읍 · 설성면 · 율면은 장호원우체국에서, 모가면은 모가우체국에서 배달) |
| 모가우체국   | 모가면                                                                                        |
| 장호원우체국 | 장호원읍 · 설성면 · 율면                                                                      |

- 2014년 1월 1일: 우편구역을 다음과 같이 고시[2]

| 배달국       | 배달구역                                                   | 구역번호                                                    |
| ------------ | ---------------------------------------------------------- | ----------------------------------------------------------- |
| 이천우체국   | 이천시 전지역 (단, 장호원읍 · 설성면 · 율면 · 모가면 제외) | 17300 ~ 17409 (17406 일부)                                  |
| 장호원우체국 | 장호원읍 · 설성면 · 율면                                   | 17402 17406 ~ 17424 (17408 일부)                            |
| 모가우체국   | 모가면                                                     | 17398 17400 ~ 17402 17406 ~ 17409 17412 (17401, 17402 일부) |

- 2015년 1월 1일: 관서급 조정으로 4급국으로 승격[3]
- 2017년 12월 31일: 모가우체국 별정우체국 지정 해지[4] 및 폐국[5]
- 2018년 1월 2일: 이천모가우편취급국 신설[6]
- 2018년 1월 2일: 설성우체국 점심시간 휴무 실시[7]
- 2021년 4월 2일 : 설성우체국 폐국[8]
- 2021년 4월 5일 : 이천설성우편취급국 전환 신설[9]

## 관할 우체국
| 우체국명            | 사진 | 주소                                          | 비고                  |
| ------------------- | ---- | --------------------------------------------- | --------------------- |
| 제867군사우편출장소 |      | 경기도 이천시 진상미로 1778-184(대포동)       |                       |
| 제900군사우편출장소 |      | 경기도 이천시 장호원읍 경충대로 597번길 57-82 |                       |
| 대월우체국          |      | 경기도 이천시 대월면 대평로 174번길 40        |                       |
| 마장우체국          |      | 경기도 이천시 마장면 오천로 66                |                       |
| 모가우체국          |      | 경기도 이천시 모가면 진상미로 1272-5          | 2017년 12월 29일 폐국 |
| 백사우체국          |      | 경기도 이천시 백사면 현방로 71                |                       |
| 부발우체국          |      | 경기도 이천시 부발읍 무촌로 147               |                       |
| 설성우체국          |      | 경기도 이천시 설성면 진상미로 179             | 2021년 4월 2일 폐국   |
| 신둔우체국          |      | 경기도 이천시 신둔면 경충대로 3152-14         |                       |
| 율면우체국          |      | 경기도 이천시 율면 고당로 110                 |                       |
| 이천우체국          |      | 경기도 이천시 경충대로 2610(중리동)           |                       |
| 이천모가우편취급국  |      | 경기도 이천시 모가면 진상미로 1272-5          | 2018년 1월 2일 신설   |
| 이천설성우편취급국  |      | 경기도 이천시 설성면 진상미로 179 (제요리)    | 2021년 4월 5일 신설   |
| 장호원우체국        |      | 경기도 이천시 장호원읍 샘재로 146             |                       |
| 증포우편취급국      |      | 경기도 이천시 증신로 166(증포동)              |                       |
| 창전우편취급국      |      | 경기도 이천시 영창로 173번길 4(창전동)        |                       |
| 하이닉스우편취급국  |      | 경기도 이천시 부발읍 경충대로 2091            |                       |
| 호법우체국          |      | 경기도 이천시 호법면 이섭대천로 530           |                       |

## 조직
- 경영지도실
  - 경영지도실
- 우편물류과
  - 집배실
- 영업과